# Найкруг, Джордж
Джордж Найкруг (англ. George Neikrug; 7 марта 1919 года, Нью-Йорк — 8 марта 2019) — американский виолончелист и музыкальный педагог.

## Биография
Учился у Эмануэля Фойермана, Йозефа Шустера, Дирана Алексаняна. Играл в различных американских оркестрах, в том числе при голливудских киностудиях, в 1940—1960-е годы вёл интенсивную сольную карьеру (в частности, стал первым американским исполнителем сонаты для виолончели и фортепиано Дмитрия Шостаковича), выступал вместе с такими дирижёрами, как Бруно Вальтер, Леонард Бернстайн, Вольфганг Заваллиш. В 1957 году стал первым американским музыкантом, предпринявшим гастрольное турне по социалистической Румынии. Записал, среди прочего, «Шеломо» Эрнеста Блоха (с Symphony of the Air под управлением Леопольда Стоковского), дуэты для скрипки и виолончели Золтана Кодаи и Богуслава Мартину (с Вольфгангом Маршнером).
В 1962—1964 годах преподавал в Германии, затем с 1965 года в Оберлинском колледже, с 1971 года профессор Бостонского университета.
Прожил ровно 100 лет и умер на следующий день после своего векового юбилея. Был женат на виолончелистке Ольге Зундель. Сын — композитор Марк Найкруг. 